# 真時未砂
真時 未砂（まとき みさ、12月12日 - ）は、日本の女性イラストレーター。愛知県出身。

## 人物
2005年コバルト文庫「私だけが、ここにいる。」（著：倉本由布）の表紙・挿絵にてデビュー。主な活動はcobaltの挿絵、ラグナロクオンライン公式イラスト、アクエリアンエイジカードイラスト。
2009年12月13日サンシャインシティにて開催された「リセ5周年＆アクエリアンエイジ10周年 記念感謝祭」のイベントの一部として初のサイン会を開く。

## 作品リスト

### 2005
- 「私だけが、ここにいる。」（著：倉本由布、コバルト文庫） － 表紙・挿絵

### 2006
- 「私だけが、探してる。」（著：倉本由布、cobalt2月号） － 挿絵・特集カット
- 「パーソナルプロフィール」（cobalt4月号） － モノクロカット
- キャラ萌え隊 － 携帯電話用待ち受けイラスト
- イラスト大賞応募要項漫画（cobalt8月号）
- ラグナロクオンライン水着イラスト（LOGiN9月号）
- ラグナロクオンライン夏コミ限定販売プレイチケットイラスト
- 「いろいろな愛のカタチ」（cobalt10月号） － 特集モノクロカット
- 「読者審査員おちゃべりパーティー」（cobalt12月号） － モノクロカット
- ラグナロクオンライン2007カレンダー － 3-4月イラスト

### 2007
- アクエリアンエイジSaga3 － カードイラスト
- 「明日の作家を目指す貴方へ」（cobalt6月号） － 記事モノクロカット
- ノベル大賞特集「ルーキーズの夜明け前」（cobalt12月号） － モノクロカット
- 「ラグナロクオンライン カードバトル」（携帯アプリ） － カードイラスト

### 2008
- アクエリアンエイジSaga3 － カードイラスト
- 「パーソナルプロフィール」（cobalt6月号） － モノクロカット

### 2009
- アクエリアンエイジSaga3 － カードイラスト
- モンスターコレクション － カードイラスト
- 「黒神 The Animation」 衣装設定協力
- エッセイ文中カット（cobalt5月号）
- エミル・クロニクル・オンラインキャラクターイメージCD － ジャケットイラスト
- たんとくおーれ － カードイラスト

### 2010
- アクエリアンエイジSaga3 － カードイラスト
- ディメンション・ゼロ － カードイラスト
- たんとくおーれ２ － カードイラスト
- けもぱに － カードイラスト
- モンスターコレクション － カードイラスト
- エミル・クロニクル・オンラインドラマCD　Vol.1・2 － ジャケットイラスト

### 2011
- ラグナロクオンラインギルドマスターズ － イラスト
- 戦国大名カードゲーム「くにとりっ！天下は萌えているか～」 － カードイラスト
- アイドルプロジェクト － カードイラスト
- ダイナマイトナースリターンズ － カードイラスト
- Mottoたんとくおーれ － カードイラスト
- モンスター・コレクション － カードイラスト
- アクエリアンエイジSaga3 － カードイラスト
- ディメンション・ゼロSaga3 － カードイラスト

### 2012
- アクエリアンエイジ － カードイラスト
- 「リリィフレンド」（著：オリグチレイ、創芸社クリア文庫） － 表紙・挿絵
- モンスターコレクション － カードイラスト

## イベント

### サイン会
- リセ5周年＆アクエリアンエイジ10周年 記念感謝祭（2009年12月13日、サンシャインシティ）